# Vanaea plagiochiloides
Vanaea plagiochiloides là một loài rêu tản trong họ Jungermanniaceae. Loài này được (Inoue & Gradst.) Inoue & Gradst. miêu tả khoa học lần đầu tiên năm 1989.